# フラノフラボノイド

フラノフラボノイドの1つであるカランジン

フラノフラボノイド(Furanoflavonoid)は、フラン基を持つフラボノイドである。
例としては、フラノフラボノールのカランジンがある。